# Tomáš Pešír
Tomáš Pešír (Praga, 30 maggio 1981) è un calciatore ceco, di ruolo attaccante.
Vanta 6 presenze in Coppa UEFA e 1 in UEFA Champions League con la maglia dello Slavia Praga.